# Liste der Baudenkmäler in Fürth/W
Diese Liste ist eine Teilliste der Liste der Baudenkmäler in Fürth. Grundlage der Liste ist die Bayerische Denkmalliste, die auf der Grundlage des bayerischen Denkmalschutzgesetzes vom 1. Oktober 1973 erstmals erstellt wurde und seither durch das Bayerische Landesamt für Denkmalpflege geführt und aktualisiert wird. Die folgenden Angaben ersetzen nicht die rechtsverbindliche Auskunft der Denkmalschutzbehörde.
Dieser Teil der Liste beschreibt die denkmalgeschützten Objekte in folgenden Fürther Straßen:
- Waagstraße
- Waldstraße
- Wasserstraße
- Weiherstraße
- Wiesenstraße
- Wilhelm-Löhe-Straße
- Winklerstraße
- Würzburger Straße

## Waagstraße
| Lage                    | Objekt                       | Beschreibung | Akten-Nr.                | Bild                  |
| ----------------------- | ---------------------------- | --- | ------------------------ | --------------------- |
| Waagstraße 1 (Standort) | Ehemaliger Gasthof Rotes Roß | Zweigeschossiger Satteldachbau in Ecklage, mit Sandsteingiebelfront, Volutengiebel und Giebeldachreiter, traufseitig mit Sandsteinerdgeschoss, Fachwerkobergeschoss und Aufzugsgaube, 1664, Giebelreiter 1862 Teil des Ensembles Altstadt | D-5-63-000-1422 Wikidata | weitere Bilder        |
| Waagstraße 3 (Standort) | Mehrteilige Baugruppe        | Wohnhaus, zweigeschossiger, traufseitiger und verputzter Fachwerkbau mit Satteldach und Giebelzwerchhaus, 18. Jahrhundert Südlich anschließend „das kleinste Haus von Fürth“, Wohnhaus, erdgeschossiger, traufseitiger Sandsteinbau mit Mansarddach und Walmdachzwerchhaus, Mitte 18. Jahrhundert Davor freistehend Ladenbau, erdgeschossiger Sandsteinquaderbau mit Satteldach, flachen Zwerchgiebeln und Rundbogenfries, spätklassizistisch, von Georg Cappeller, 1843 Teil des Ensembles Altstadt                                                                                               | D-5-63-000-1423 Wikidata | Mehrteilige Baugruppe |
| Waagstraße 4 (Standort) | Wohnhaus in Ecklage          | Dreigeschossiger Satteldachbau mit Sandsteinerdgeschoss und verschieferten Fachwerkobergeschossen und -nordgiebel, erste Hälfte 18. Jahrhundert Teil des Ensembles Altstadt | D-5-63-000-1424 Wikidata | Wohnhaus in Ecklage   |
| Waagstraße 5 (Standort) | Mehrteilige Baugruppe        | Wohnhaus, dreigeschossiger, teils verputzter Mansarddachbau mit verschiefertem Fachwerkobergeschoss und Mansarde, 18. Jahrhundert, Mansarddach von Vornberg und Scharff, 1890 Nördlich rechtwinklig anschließend Wohnhaus, zweigeschossiger Eckbau in Backstein mit Pultdach, Sandsteineckrustika und -gliederung, Neurenaissance, von Johann Michael Horneber, 1889 Davor freistehend Ladenbau mit angeschlossenem Portal, erdgeschossiger Sandsteinquaderbau mit Ädikulaportal, rustizierten Lisenen, Attika und Ladenfront mit Gusseisensäule, Neurenaissance, 1889 Teil des Ensembles Altstadt | D-5-63-000-1425 Wikidata | Mehrteilige Baugruppe |

## Waldstraße
| Lage                     | Objekt                                                                                      | Beschreibung | Akten-Nr.                        | Bild                                                                                        |
| ------------------------ | ------------------------------------------------------------------------------------------- | --- | -------------------------------- | ------------------------------------------------------------------------------------------- |
| Waldstraße 7 (Standort)  | Mietshaus mit Laden in Ecklage, ehemals mit Gaststätte „Zum Bären“                          | Viergeschossiger Satteldachbau mit Sandsteinfassade mit Erker mit Eisenbalkonbrüstung und Zwerchhaus mit Schweifgiebel an der Westseite, Erkerturm an der abgeschrägten Ecke und ausgebautem Fachwerk-Dachgeschoss, im Neu-Nürnberger.Stil, von Bräutigam und Wiessner, bez. 1903.                             | D-5-63-000-1426 Wikidata         | weitere Bilder                                                                              |
| Waldstraße 9 (Standort)  | Mietshaus                                                                                   | Viergeschossiger traufseitiger Satteldachbau mit Sandsteinfassade mit mittigem Erker mit Balkonbrüstung, Zwerchgiebel und ausgebautem Dachgeschoss, im Neu-Nürnberger-Stil, wohl von Max Mayer, 1902/03. | D-5-63-000-1427 Wikidata         | Mietshaus                                                                                   |
| Waldstraße 10 (Standort) | Mietshaus in Ecklage                                                                        | Viergeschossiger Mansarddachbau mit Putzfassade mit rustiziertem Sandsteinerdgeschoss, Sandsteinerker, polygonalem Sandsteineckerker mit Balkonbrüstung und breiten Zwerchhäusern mit Schopfwalm, in reduziert barockisierenden Formen, von Ebert und Müller, 1909.                                            | D-5-63-000-1428                  | Mietshaus in Ecklage                                                                        |
| Waldstraße 15 (Standort) | Mietshaus                                                                                   | Dreigeschossiger Mansarddachbau mit Backsteinfassade mit Sandsteingliederungen, Neurenaissance, von Fritz Walter, bez. 1887; bauliche Gruppe mit Waldstraße 17 / 19 / 21. | D-5-63-000-1429 Wikidata         | Mietshaus                                                                                   |
| Waldstraße 17 (Standort) | Mietshaus                                                                                   | Dreigeschossiger Mansarddachbau mit Backsteinfassade mit Sandsteingliederungen und rustiziertem Sandsteinerdgeschoss, Neurenaissance, von Fritz Walter, bez. 1888; bauliche Gruppe mit Waldstraße 15 / 19 / 21.                                                                                                | D-5-63-000-1818 Wikidata         | Mietshaus                                                                                   |
| Waldstraße 19 (Standort) | Mietshaus                                                                                   | Dreigeschossiger Mansarddachbau mit Backsteinfassade mit Sandsteingliederungen und gusseiserner Ladenfront, Neurenaissance, von Fritz Walter, 1888/89; bauliche Gruppe mit Waldstraße 15 / 17 / 21. | D-5-63-000-1819 Wikidata         | Mietshaus                                                                                   |
| Waldstraße 21 (Standort) | Mietshaus                                                                                   | Dreigeschossiger Mansarddachbau mit Backsteinfassade, Sandsteingliederungen, rustiziertem Sandsteinerdgeschoss und Dachgauben, Neurenaissance, von Fritz Walter, 1892; bauliche Gruppe mit Waldstraße 15 / 17 / 19.                                                                                            | D-5-63-000-1820 Wikidata         | Mietshaus                                                                                   |
| Waldstraße 23 (Standort) | Mietshaus                                                                                   | Viergeschossiger traufseitiger Satteldachbau mit Sandsteinfassade mit Blendmaßwerkdekor, historisierend, von Max Ebert, 1902/03. | D-5-63-000-1430 Wikidata         | Mietshaus                                                                                   |
| Waldstraße 24 (Standort) | Mietshaus                                                                                   | Viergeschossiger traufseitiger Satteldachbau mit Sandsteinfassade mit rustiziertem Erdgeschoss, Neurenaissance, von Egerer und Richter, 1887; bauliche Gruppe mit Waldstraße 26 / 28 / 30. | D-5-63-000-1431 Wikidata         | Mietshaus                                                                                   |
| Waldstraße 25 (Standort) | Mietshaus in Ecklage                                                                        | Fünfgeschossiger Satteldachbau mit Sandsteinfassade mit Erker samt Gitterbalkon an der abgerundeten Ecke, klassizisierender Jugendstil, von Bräutigam und Wiessner, bez. 1908. | D-5-63-000-1432 Wikidata         | Mietshaus in Ecklage                                                                        |
| Waldstraße 26 (Standort) | Mietshaus                                                                                   | Viergeschossiger traufseitiger Satteldachbau mit Sandsteinfassade mit rustiziertem Erdgeschoss, Neurenaissance, von Egerer und Richter, 1887; bauliche Gruppe mit Waldstraße 24 / 28 / 30. | D-5-63-000-1433 Wikidata         | Mietshaus                                                                                   |
| Waldstraße 28 (Standort) | Mietshaus mit Gaststätte „Zur Einkehr“                                                      | Viergeschossiger traufseitiger Satteldachbau mit Sandsteinfassade, rustiziertem Erdgeschoss, Neurenaissance, von Egerer und Richter, 1888; Rückgebäude, dreigeschossiger Backsteinbau mit Mansarddach, gleichzeitig; bauliche Gruppe mit Waldstraße 24 / 26 / 30.                                              | D-5-63-000-1821 Wikidata         | weitere Bilder                                                                              |
| Waldstraße 30 (Standort) | Mietshaus                                                                                   | Viergeschossiger traufseitiger Satteldachbau mit Sandsteinfassade mit rustiziertem Erdgeschoss, Neurenaissance, von Egerer und Richter, 1888/89; Rückgebäude, dreigeschossiger Backsteinbau mit Mansarddach, gleichzeitig; bauliche Gruppe mit Waldstraße 24 / 26 / 28.                                        | D-5-63-000-1822 Wikidata         | Mietshaus                                                                                   |
| Waldstraße 37 (Standort) | Mietshaus                                                                                   | Viergeschossiger traufseitiger Satteldachbau mit Sandsteinfassade mit rustiziertem Erdgeschoss, ausgebautem, massivem Dachgeschoss mit Fußwalm und Zwerchgiebel, historisierend, von Fritz Walter, 1911/12. | D-5-63-000-1434 Wikidata         | Mietshaus                                                                                   |
| Waldstraße 39 (Standort) | Mietshaus mit ehemaliger „Gaststätte zum Waldheim“                                          | Viergeschossiger traufseitiger Satteldachbau mit Sandsteinfassade, Zwerchhaus mit Schweifgiebel und ausgebautem Dachgeschoss, Neurenaissance, von Fritz Walter und G. Lampert, 1901/02; bauliche Gruppe mit Eckhaus Balbiererstraße 20.                                                                        | D-5-63-000-1435 Wikidata         | Mietshaus mit ehemaliger „Gaststätte zum Waldheim“                                          |
| Waldstraße 44 (Standort) | Ehemaliges Familiengebäude (Gebäude Nr. 85) der Trainkaserne und des Artilleriedepots       | Zweigeschossiger Putzbau mit Halbwalmdach, Schleppgauben und zwei Eingangsrisaliten, historisierend, um 1908/10, Umbau 2008. Siehe auch Jupiterweg. | D-5-63-000-99 zugehörig Wikidata | Ehemaliges Familiengebäude (Gebäude Nr. 85) der Trainkaserne und des Artilleriedepots       |
| Waldstraße 44 (Standort) | Ehemaliges Stabsgebäude (Gebäude Nr. 89) der Trainkaserne und des Artilleriedepots          | Zwei- bis dreigeschossiger Putzbau mit Walmdach und Kaminköpfen, historisierend, um 1908/10, Umnutzung 2006. Siehe auch Jupiterweg. | D-5-63-000-99 zugehörig Wikidata | Ehemaliges Stabsgebäude (Gebäude Nr. 89) der Trainkaserne und des Artilleriedepots          |
| Waldstraße 44 (Standort) | Ehemalige Offiziersspeiseanstalt (Gebäude Nr. 90) der Trainkaserne und des Artilleriedepots | Ein- bis zweigeschossiger, dreiflügeliger Putzbau auf verputztem Ziegelsteinsockel mit Walmdach, Risaliten und Zwerchgiebel mit Sandsteinrelief, westlich anschließend Reste einer Einfriedung, verputzte Ziegelmauer und Sandsteinpfeiler, historisierend, um 1908/10, Umnutzung 2006. Siehe auch Jupiterweg. | D-5-63-000-99 zugehörig Wikidata | Ehemalige Offiziersspeiseanstalt (Gebäude Nr. 90) der Trainkaserne und des Artilleriedepots |
| Waldstraße 49 (Standort) | Geschäftshaus                                                                               | Viergeschossiger Mansarddachbau mit Putzfassade mit Sandsteinerdgeschoss, seitlichen Segmenterkern und geschweiftem Zwerchhausgiebel, Jugendstil, von Fritz Walter, 1908/09; ehemalige Lagerhalle im Hof, langgestreckter, erdgeschossiger Backsteinbau mit Satteldach, 1902.                                  | D-5-63-000-1436 Wikidata         | Geschäftshaus                                                                               |
| Waldstraße 51 (Standort) | Mietshaus                                                                                   | Fünfgeschossiger traufseitiger Satteldachbau mit Sandsteinfassade mit reich gegliedertem Erker mit Balkonbrüstung und halbrundem Zwerchgiebel, im Neu-Nürnberger-Stil, von Bräutigam und Wiessner, 1903. | D-5-63-000-1437 Wikidata         | Mietshaus                                                                                   |
| Waldstraße 53 (Standort) | Mietshaus                                                                                   | Fünfgeschossiger traufseitiger Satteldachbau mit Sandsteinfassade, im Neu-Nürnberger-Stil, von Fritz Walter, 1902/03. | D-5-63-000-1674 Wikidata         | Mietshaus                                                                                   |

## Wasserstraße
| Lage                              | Objekt                                                                          | Beschreibung | Akten-Nr.                | Bild                                                                            |
| --------------------------------- | ------------------------------------------------------------------------------- | --- | ------------------------ | ------------------------------------------------------------------------------- |
| Wasserstraße 1 (Standort)         | Wohnhaus                                                                        | Dreigeschossiger Mansardwalmdachbau mit Sandstein-Erdgeschoss, verputztem Fachwerk-Obergeschossen und breitem Zwerchhaus mit Walm, hofseitig zweigeschossige Galerie mit Brettbalustergeländer, 18. Jahrhundert, massive Erdgeschosserneuerung von Johann Michael Zink, 1837; Rückgebäude, dreigeschossiger, traufseitiger und verputzter Fachwerkbau mit Satteldach und Zwerchhaus, wohl 18. Jahrhundert; Teil des Ensembles Altstadt. | D-5-63-000-1438 Wikidata | Wohnhaus                                                                        |
| Wasserstraße 2 (Standort)         | Wohnhaus                                                                        | Dreigeschossiger traufseitiger Satteldachbau mit Sandsteinfassade mit Sohlbankgesimsen, klassizistisch, wohl zweites Viertel 19. Jahrhundert; Teil des Ensembles Altstadt. | D-5-63-000-1439 Wikidata | Wohnhaus                                                                        |
| Wasserstraße 4 / 6 / 8 (Standort) | Ehemaliges Wohnhaus, jetzt städtisches Verwaltungsgebäude                       | Langgestreckter, dreigeschossiger Sandsteinbau mit Walmdach, rustizierten Lisenen, Sohlbankgesimsen und rundbogigen Fenstern und Toren, klassizistisch, von Johann Heinrich Jordan, 1827; Teil des Ensembles Altstadt. | D-5-63-000-1441 Wikidata | Ehemaliges Wohnhaus, jetzt städtisches Verwaltungsgebäude                       |
| Wasserstraße 5 (Standort)         | Wohnhaus, jetzt städtischer Jugendtreff                                         | Dreigeschossiger traufseitiger Satteldachbau mit Sandsteinerdgeschoss, verschieferten Obergeschossen und Zwerchhaus mit Flachgiebel, giebelseitig Fachwerk, im Kern frühes 18. Jahrhundert, Aufstockung von Johann Löhr, 1860; bauliche Gruppe mit Wasserstraße 7; Teil des Ensembles Altstadt. | D-5-63-000-1442 Wikidata | Wohnhaus, jetzt städtischer Jugendtreff                                         |
| Wasserstraße 7 (Standort)         | Wohnhaus                                                                        | Zweigeschossiger traufseitiger Fachwerkbau mit Satteldach und verschiefertem Obergeschoss und Zwerchhaus, frühes 18. Jahrhundert, Dacherneuerung 1872; bauliche Gruppe mit Wasserstraße 5; Teil des Ensembles Altstadt. | D-5-63-000-1444 Wikidata | Wohnhaus                                                                        |
| Wasserstraße 10 (Standort)        | Mietshaus                                                                       | Dreigeschossiger traufseitiger Satteldachbau mit Sandsteinfassade und Stichbogentor, in neugotischen Formen, von Georg Bauer, 1899; Teil des Ensembles Altstadt. | D-5-63-000-1446 Wikidata | Mietshaus                                                                       |
| Wasserstraße 13 (Standort)        | Wohnhaus, ehemals mit Gaststätte „Glück Auf“ (noch früher „Zum Schiff“, „Zick“) | Dreigeschossiger Mansarddachbau mit Sandsteinfassade, rustiziertem Erdgeschoss und Dachgauben, Neurenaissance, von Vornberg und Scharff, 1889, Umbau zu Wohnungen 1937; Teil des Ensembles Altstadt. | D-5-63-000-1448 Wikidata | Wohnhaus, ehemals mit Gaststätte „Glück Auf“ (noch früher „Zum Schiff“, „Zick“) |

## Weiherstraße
| Lage                      | Objekt               | Beschreibung | Akten-Nr.                | Bild                 |
| ------------------------- | -------------------- | --- | ------------------------ | -------------------- |
| Weiherstraße 6 (Standort) | Mietshaus in Ecklage | Viergeschossiger Satteldachbau mit reich gegliederter Sandsteinfassade, rustiziertem Erdgeschoss und Eckerkerturm mit Spitzhelm, im Stil der Deutschen Renaissance, von Carl Frank, bez. 1901; bauliche Einheit mit Weiherstraße 7 / 8 / 9.                                                             | D-5-63-000-1451 Wikidata | Mietshaus in Ecklage |
| Weiherstraße 7 (Standort) | Mietshaus            | Viergeschossiger traufseitiger Satteldachbau mit reich gegliederter Sandsteinfassade und rustiziertem Erdgeschoss, Neurenaissance, von Carl Frank, 1901/02; bauliche Einheit mit Weiherstraße 6 / 8 / 9.                                                                                                | D-5-63-000-1738 Wikidata | Mietshaus            |
| Weiherstraße 8 (Standort) | Mietshaus            | Viergeschossiger traufseitiger Satteldachbau mit reich gegliederter Sandsteinfassade und rustiziertem Erdgeschoss, im Stil der Deutschen Renaissance, von Carl Frank, 1901/02; bauliche Einheit mit Weiherstraße 6 / 7 / 9.                                                                             | D-5-63-000-1739 Wikidata | Mietshaus            |
| Weiherstraße 9 (Standort) | Mietshaus            | Viergeschossiger traufseitiger Satteldachbau mit reich gegliederter Sandsteinfassade und rustiziertem Erdgeschoss, im Stil der Deutschen Renaissance, von Carl Frank, 1901/1902; Rückgebäude, dreigeschossiger Backsteinbau mit Mansarddach, gleichzeitig; bauliche Einheit mit Weiherstraße 6 / 7 / 8. | D-5-63-000-1740 Wikidata | Mietshaus            |

## Wiesenstraße
| Lage                                          | Objekt                                           | Beschreibung | Akten-Nr.                | Bild |
| --------------------------------------------- | ------------------------------------------------ | --- | ------------------------ | ---- |
| Wiesenstraße 35 / 37 / 39, 41 / 43 (Standort) | Zwei Wohnblöcke der Siedlung „Kriegerheimstätte“ | Zweigeschossige, durch Rücksprünge gegliederte Sandsteinbauten mit Mansardwalmdach und abgetreppten Zwerchhausgiebeln, reduziert-barockisierend, von Christian Ruck, Nr. 39 bez. 1922, Nr. 41 bez. 1921. | D-5-63-000-1454 Wikidata | BW   |

## Wilhelm-Löhe-Straße
| Lage                              | Objekt                               | Beschreibung | Akten-Nr.                | Bild                |
| --------------------------------- | ------------------------------------ | --- | ------------------------ | ------------------- |
| Wilhelm-Löhe-Straße 3 (Standort)  | Wohnhaus                             | Freistehender, zweigeschossiger und traufseitiger Fachwerkbau mit verschiefertem Giebelzwerchhaus, giebelseitig und rückseitig teilweise mit Sandsteinmauerwerk, 18. Jahrhundert; Teil des Ensembles Altstadt. | D-5-63-000-1455 Wikidata | weitere Bilder      |
| Wilhelm-Löhe-Straße 5 (Standort)  | Wohnhaus, ehemals mit Gastwirtschaft | Zweiflügeliger, zweigeschossiger und traufseitiger Fachwerkbau mit Satteldach, traufseitigem Sandsteinerdgeschoss und Fachwerk-Aufzugserker, erste Hälfte 18. Jahrhundert; nördlich anschließend ehemaliges Stallgebäude, jetzt Wohnhaus, zweigeschossiger giebelseitiger Satteldachbau mit Sandsteinerdgeschoss, Fachwerkobergeschoss und -giebel, traufseitig verputztem Obergeschoss, im Kern erste Hälfte 18. Jahrhundert, Umbau zu Wohnhaus von Johann Kiesel, 1867; Teil des Ensembles Altstadt. | D-5-63-000-1456 Wikidata | weitere Bilder      |
| Wilhelm-Löhe-Straße 8 (Standort)  | Wohnhaus                             | Langgestreckter, dreigeschossiger und traufseitiger Sandsteinquaderbau mit einseitigem Walm und verschieferten, vorkragenden Fachwerkobergeschossen, im Kern erste Hälfte 18. Jahrhundert, Erweiterung 1762, Umbau und teilweise Aufstockung von Simon Gieß, 1846, erneuter teilweiser Umbau 1913; Teil des Ensembles Altstadt. | D-5-63-000-1625 Wikidata | Wohnhaus            |
| Wilhelm-Löhe-Straße 9 (Standort)  | Wohnhaus                             | Freistehender, zweigeschossiger und traufseitiger Satteldachbau mit Aufzugsdächlein und verputztem Fachwerkobergeschoss und -giebel, um 1700; Teil des Ensembles Altstadt. | D-5-63-000-1457 Wikidata | Wohnhaus            |
| Wilhelm-Löhe-Straße 14 (Standort) | Wohnhaus                             | Zweigeschossiger traufseitiger Satteldachbau mit Sandsteinerdgeschoss und -straßengiebelfront, Fachwerkobergeschoss und -hofgiebel und Walmdach- und Schleppgauben, 17./18. Jahrhundert; Teil des Ensembles Altstadt. | D-5-63-000-1458 Wikidata | Wohnhaus            |
| Wilhelm-Löhe-Straße 16 (Standort) | Wohnhaus                             | Zweigeschossiger traufseitiger Satteldachbau mit Sandsteinerdgeschoss und Fachwerkobergeschoss, 18. Jahrhundert; ehem. Flügelbau des Wohnhauses Wilhelm-Löhe-Straße 14; Teil des Ensembles Altstadt. | D-5-63-000-1459 Wikidata | Wohnhaus            |
| Wilhelm-Löhe-Straße 18 (Standort) | Wohnhaus in Ecklage                  | Dreigeschossiger Sandsteinquaderbau mit Satteldach und abgeschrägter Ecke, Obergeschoss und Giebel-Zwerchhäuser in verschiefertem Fachwerk, von Andreas Korn, 1846/47, Umbau und Aufstockung von Johann Kiesel, 1864; Teil des Ensembles Altstadt. | D-5-63-000-1460 Wikidata | Wohnhaus in Ecklage |

## Winklerstraße
| Lage                        | Objekt               | Beschreibung | Akten-Nr.                | Bild |
| --------------------------- | -------------------- | --- | ------------------------ | ---- |
| Winklerstraße 29 (Standort) | Mietshaus            | Viergeschossiger traufseitiger Satteldachbau mit Sandsteinfassade, Breiterker und breitem, verputztem Walmdachzwerchhaus, neuklassizistisch, von Peringer und Rogler, 1909.                            | D-5-63-000-1461 Wikidata | BW   |
| Winklerstraße 31 (Standort) | Mietshaus            | Viergeschossiger traufseitiger Satteldachbau mit Sandsteinfassade, Erkern, Eisenbalkon und geschweiftem Zwerchgiebel, in Neurenaissance-Formen, von Adam Egerer, bez. 1904.                            | D-5-63-000-1462 Wikidata | BW   |
| Winklerstraße 33 (Standort) | Mietshaus in Ecklage | Viergeschossiger Satteldachbau mit Sandsteinfassade, zwei Flacherkern und polygonalem Eckerker, Neurenaissance, von Illauer, 1904/05, Dachzone nach Kriegszerstörung 1949 vereinfacht wiederaufgebaut. | D-5-63-000-1463 Wikidata | BW   |

## Würzburger Straße
| Lage                                             | Objekt                                                | Beschreibung | Akten-Nr.                | Bild           |
| ------------------------------------------------ | ----------------------------------------------------- | --- | ------------------------ | -------------- |
| Würzburger Straße (Standort)                     | Luisenstein                                           | Gedenkstein, Sandsteinpfeiler mit an den Schmalseiten leicht ausladendem Oberteil, um 1800. | D-5-63-000-1627 Wikidata | weitere Bilder |
| Würzburger Straße 2 / 4 (Standort)               | Ehemaliger Städtischer Schlachthof, jetzt Kulturforum | Ehemaliges Verwaltungsgebäude, dreigeschossiger, teils verputzter Sandsteinbau mit Gurtgesimsen und modernen Dachaufbauten, 1878–81, Dachumbau 2002; ehemaliges Kantinengebäude, langgestreckter, zweigeschossiger Sandsteinquaderbau mit Walmdach und Pilastergliederung im Obergeschoss, spätklassizistisch, 1878–81, Umbau 2002; ehemalige Schweineschlachthalle, langgestreckter, zweigeschossiger Sandsteinquaderbau mit Satteldach und Pilastergliederung im Obergeschoss, spätklassizistisch, 1878–81, Umbau und Erweiterung 2002; ehemalige Rinderschlachthalle, dreigeschossiger Sandsteinquaderbau mit Walmdach und Strebepfeilern, 1878–81, Umbau 2002. | D-5-63-000-1466 Wikidata | weitere Bilder |
| Würzburger Straße 3 / Foerstermühle 3 (Standort) | Wohnhaus der ehemaligen Foerstermühle                 | Zweigeschossiger traufseitiger Sandsteinquaderbau mit Satteldach, Gurtgesims und eckigen Voluten am Ostgiebel, klassizistisch, 1827. | D-5-63-000-1465 Wikidata | BW             |
| Würzburger Straße 5 / Foerstermühle 1 (Standort) | Wohnhaus der ehemaligen Foerstermühle                 | Zweigeschossiger Sandsteinbau mit Walmdach, polygonalem Risalit mit dekorativem Taufgesims und Dacherkern, barockisierend, von Fritz Walter, 1910/11. | D-5-63-000-1464 Wikidata | BW             |
| Würzburger Straße 36 (Standort)                  | Gasthaus in Ecklage, sogenannte „Amm’sche Wirtschaft“ | Zweigeschossiger, traufseitiger Sandsteinquaderbau mit Satteldach und Sohlbankgesims, spätklassizistisch, 1872; Rückgebäude, erdgeschossiger Sandsteinquaderbau mit Satteldach und Aufzugsgaube, gleichzeitig. | D-5-63-000-1626 Wikidata | weitere Bilder |
| Würzburger Straße 38 (Standort)                  | Mietshaus                                             | Viergeschossiger traufseitiger Satteldachbau mit Sandsteinfassade und rustiziertem Erdgeschoss, Neurenaissance, von Johann Leonhard Weber, 1891. | D-5-63-000-1471 Wikidata | weitere Bilder |
| Würzburger Straße 42 (Standort)                  | Mietshaus                                             | Dreigeschossiger, traufseitiger Satteldachbau mit Gauben und Sandsteinfassade mit Rosettenfries an der Traufe und Sohlbankgesimsen, spätklassizistisch, von Wilhelm Horneber, 1880/81. | D-5-63-000-1472 Wikidata | weitere Bilder |
| Würzburger Straße 44 (Standort)                  | Mietshaus                                             | Viergeschossiger traufseitiger Satteldachbau mit Sandsteinfassade mit rustiziertem Erdgeschoss, Neurenaissance, von Hans Horneber, 1899/1900. | D-5-63-000-1473 Wikidata | Mietshaus      |
| Würzburger Straße 46 (Standort)                  | Mietshaus                                             | Viergeschossiger traufseitiger Satteldachbau mit reich gegliederter Sandsteinfassade mit rustiziertem Erdgeschoss, Neurenaissance, von Adam Egerer, 1894; Rückgebäude, dreigeschossiger Backsteinbau mit Pultdach, gleichzeitig. | D-5-63-000-1474 Wikidata | Mietshaus      |
| Würzburger Straße 51 (Standort)                  | Haus Hirschmann                                       | Einfamilienhaus, zweigeschossiger kubischer Flachdachbau im Stil der Neuen Sachlichkeit, von Fritz Landauer, 1930–31. | D-5-63-000-2062 Wikidata | BW             |
| Würzburger Straße 98 / 100 (Standort)            | Doppelvilla                                           | Asymmetrisch gruppierter, eingeschossiger Putzbau mit Mansardsatteldach, am westlichen Baukörper mit Schopfwalm, am östlichen Baukörper mit Polygonalerker und Giebel, historisierend, von Theodor Herrmann, 1910. | D-5-63-000-1475 Wikidata | BW             |